# Мохнатоногая ночница
Мохнатоногая ночница (лат. Myotis keaysi) — небольшая летучая мышь рода ночниц.

## Описание
Длина тела составляет от 4,1 до 5,3 см, длина хвоста — от 3,3 до 4,1 см. Окрас шерсти варьирует и может быть серого, коричневого или красно-коричневого цвета.
Мохнатоногая ночница сильно похож на другие виды южноамериканских ночниц, такие как Myotis nigricans, Myotis elegans и Myotis oxyotus, от которых её сложно отличить. Отличия состоят в строении черепа, волосяном покрове кожной перепонки и форме кости пениса.

## Распространение
Северная граница ареала расположена в Тамаулипас е (Мексика). Отсюда вид получил распространение по всей Центральной Америке, а также на западе Южной Америки (Колумбия, Венесуэла, Перу, Эквадор, Боливия, Аргентина). Также он встречается на острове Тринидад.
Естественной средой обитания вида являются как дождевые, так и сухие леса, а также буш. Местами для ночлега служат известковые пещеры и дупла деревьев, а также мосты и крыши домов.

## Классификация
Первоначально мохнатоногая ночница рассматривалась как подвид Myotis ruber, затем Myotis nigricans. В 1973 году Лаваль классифицировал Myotis keaysi как самостоятельный вид.
Выделяют 2 подвида:
- Myotis keaysi keaysi — на западе Южной Америки
- Myotis keaysi pilosatibialis — в Центральной Америке, на севере Южной Америки и на Тринидаде.